# Nasser Al-Attiyah
Nasser Salih Nasser Abdullah Al-Attiyah (arabisch ناصر صالح ناصر عبد الله العطية, DMG Nāṣir Ṣāliḥ Nāṣir ʿAbd Allāh al-ʿAṭṭīya; * 21. Dezember 1970 in Doha) ist ein katarischer Sportschütze und Rallyefahrer. 2011 gewann der Katarer gemeinsam mit dem Deutschen Timo Gottschalk die Autowertung der Rallye Dakar. 2015, 2019, 2022 und 2023 gewann er erneut mit seinem französischen Beifahrer Matthieu Baumel. Im Skeetwettbewerb der Olympischen Spiele 2012 gewann Al-Attiyah bei seiner fünften Olympiateilnahme die Bronzemedaille.

## Karriere

### Rallye-Weltmeisterschaft
Nasser Al-Attiyah bestreitet seit 1989 Rallyes. Im Jahr 2004 nahm er erstmals an der Rallye-Weltmeisterschaft teil. 2006 gewann er die Produktionswagenklasse (PWRC) und siegte bei der Rallye Argentinien sowie bei der Rallye Griechenland. In den folgenden Jahren fuhr Al-Attiyah immer wieder sporadisch in der Rallye-Weltmeisterschaft mit mäßigem Erfolg. In der Saison 2012 startete er als dritter Werksfahrer für das Qatar World Rally Team, mit einem Citroën DS3 WRC, und belegte den 12. Rang in der Gesamtwertung. In der Rallye-Weltmeisterschaft 2013 fuhr er für dasselbe Team, nun aber mit einem Ford Fiesta RS WRC. Nach insgesamt fünf Rennen belegte er den 11. Gesamtrang. Seine besten Ergebnisse waren drei fünfte Plätze.

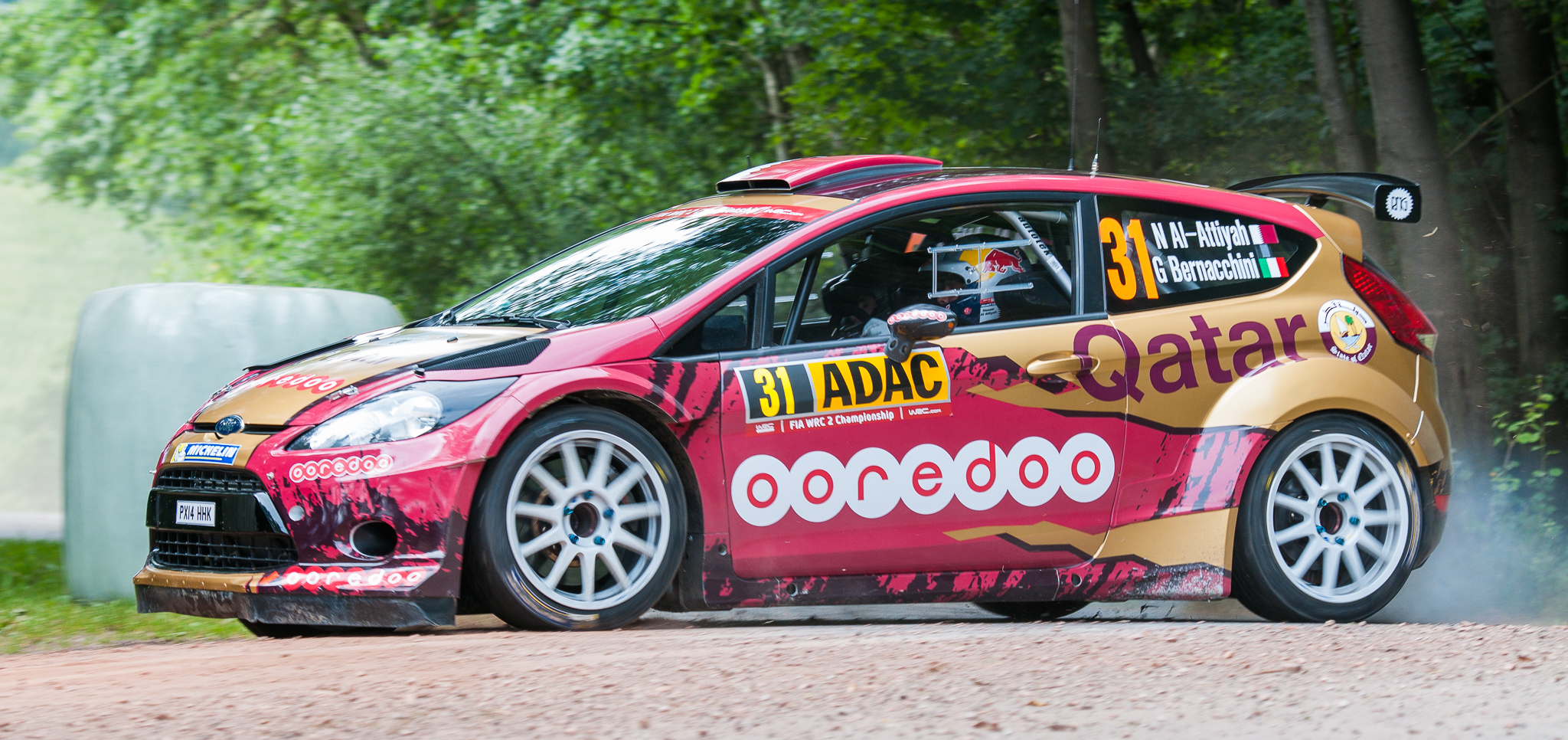
Nasser Al-Attiyah und Giovanni Bernacchini auf dem Weg zum WRC2-Weltmeistertitel 2014

### Weltmeister in der WRC2-Klasse 2014
Den größten Erfolg in seiner bisherigen Rally-Karriere feierte Al-Attiyah in der WRC2-Weltmeisterschaft 2014, als er die Meisterschaft gewann. Insgesamt ergaben sich vier Siege und mit 118 Punkten holte er 3 Punkte mehr als sein nächster Konkurrent Jari Ketomaa. In der WRC-Klasse konnte er dreimal in die Punkteränge fahren und ließ sich in der Gesamtwertung vier Punkte gutschreiben.

### Middle East Rally Championship
2003 sowie von 2005 bis 2009 wurde er sechsmal Meister in der FIA-Middle East Rally Championship (MERC). 2011 gewann er diese Meisterschaft zum siebten Mal.

### Rallye Raid
2008 wurde Nasser Al-Attiyah Rallye Raid-Weltmeister. Seine Beifahrer waren zu dem Zeitpunkt Chris Patterson & Tina Thörner. In den Jahren 2015 & 2016 konnte er diesen Erfolg wiederholen. 2022 und 2023 konnte Attiyah mit seinem Beifahrer Mathieu Baumel in einem Toyota GR DKR Hilux T1+ die 2022 neu geschaffene Rallye-Raid-Weltmeisterschaft (W2RC) für sich entscheiden. 2024 wechselte Attiyah auf den von Prodrive aufgebauten Dacia Sandrider und gewann mit dem Beifahrer Edouard Boulanger erneuert die W2RC-Meisterschaft.

### Rallye Dakar
Al-Attiyah nimmt seit 2004 an der Rallye Dakar teil. 2007 konnte er im BMW X3 vom X-Raid-Team eine Etappe gewinnen und wurde Sechster in der Gesamtwertung. Bei der Rallye Dakar 2009 gelangen ihm mit Beifahrerin Tina Thörner zwei Etappensiege, jedoch wurde er nach der sechsten Etappe in Führung liegend disqualifiziert, da er zur Schonung seines beschädigten Fahrzeugs eine andere Route als vorgegeben fuhr und damit zu viele Kontrollpunkte verpasste.
Im selben Jahr erfolgte ein Wechsel in das Volkswagen Motorsport Team. Im Race Touareg 2 belegte er bei der Silk Way Rally und der Rally dos Sertoes jeweils den zweiten Platz. Sein Beifahrer war der Deutsche Timo Gottschalk.
Im Jahr 2010 nahm er für Volkswagen Motorsport mit einem VW Scirocco GT24 CNG mit Erdgasantrieb am ADAC-24-Stunden-Rennen am Nürburgring teil.
Bei der Rallye Dakar 2010 wurde er Zweiter mit 2:12 Minuten Rückstand auf Carlos Sainz senior.
Bei der Rallye Dakar 2011 wurde er Erster mit 49:41 Minuten Vorsprung vor dem südafrikanisch-deutschen Duo Giniel de Villiers und Dirk von Zitzewitz.
2012 musste er, diesmal mit dem Spanier Lucas Cruz als Beifahrer, auf der neunten Etappe wegen technischer Probleme an seinem Hummer aufgeben.
2013 fuhr Al-Attiyah für das neu gegründete Qatar Red Bull Rally Team, das auch Carlos Sainz senior verpflichtet hatte, einen Buggy von Demon Jefferies. Nach dem Gewinn von drei Etappen schied er in der neunten Etappe wegen eines Motorschadens aus. 2015 gewann er ebenfalls mit dem 'Qatar Red Bull Rally Team' die Rallye Dakar. Ab 2019 fuhr er für das Toyota Gazoo Racing (TGR).
Der fünffache Rallye-Dakar-Sieger wird ab 2024 nicht mehr für Toyota Gazoo Racing (TGR) starten, mit dem er 2019, 2022 und 2023 die Rallye Dakar gewann. 2023 wechselte er zusammen mit seinem Copiloten Mathieu Baumel zu Prodrive auf einen Prodrive Hunter T1+. Sebastien Loeb wird damit Al-Attiyahs neuer Teamkollege. Nach zahlreichen technischen Problemen am den durch Prodrive gebauten Dacia Sandrider von Al-Attiyah brach dieser nach der 9. Etappe die Rallye Dakar 2024 ab.

„Es tut mir leid, aber ich möchte nicht mehr in dieses Auto steigen. Ich habe mich entschieden. Ich bin nur hergekommen, um mich zu bedanken. Am Abend fliege ich nach Hause.“

Trotz dieser Aussage fährt Al-Attiyah die gesamte 2024er Saison der World Rally-Raid Championship mit einem Dacia Sandrider und tritt damit ebenfalls, zusammen mit Sebastien Loeb und Cristina Gutiérrez, zur Rallye Dakar 2025 sowie zur gesamten 2025er Saison der W2RC an.

### Silk Way Rally
2019 siegte er bei der Silk Way Rally in der Autowertung und gewann mit seinem Beifahrer Mathieu Baumel auf Toyota dabei sämtliche Tagesabschnitte.

### Wurfscheibenschießen
Nasser Al-Attiyah nimmt seit 1996 bei den Olympischen Spielen beim Wurfscheibenschießen in der Disziplin Skeet teil. Bei den Olympischen Spielen 2004 wurde er Vierter im Stechen um Bronze gegen Juan Miguel Rodríguez und verpasste nur knapp eine Medaille. Bei den Olympischen Spielen 2000 belegt er den sechsten Platz.
Bei den Asienspielen 2002 gewann er Gold in der Teamwertung. 2008 erreichte er Bronze im Einzel und wieder Gold in der Teamwertung. 2012 sicherte sich Nasser bei den Asien-Meisterschaften in Doha einen Olympiastartplatz für London 2012 im Skeet und egalisierte dabei den Weltrekord von 150 abgeschossenen Tontauben.
Bei den Olympischen Spielen 2012 in London gewann er im Stechen des Skeet-Wettbewerbes die Bronzemedaille gegen den russischen Schützen Waleri Schomin. Es ist die dritte olympische Medaille für Katar nach der Bronzemedaille von Mohamed Suleiman beim 1500-Meter-Lauf in der Leichtathletik bei den Olympischen Spielen 1992 in Barcelona und der Bronzemedaille seines Landsmannes Said Saif Asaad bei den Olympischen Spielen 2000 in Sydney im Gewichtheben.

## Erfolge
- 2024: Weltmeister World Rally-Raid Championship
- 2023: Weltmeister World Rally-Raid Championship
- 2022: Weltmeister World Rally-Raid Championship
- 2017: Weltmeister FIA Marathonrallye Worldcup
- 2016: Weltmeister FIA Marathonrallye Worldcup
- 2015: Weltmeister FIA Marathonrallye Worldcup
- 2015: 1. Gesamtrang in der WRC2 (Rally2) der Rallye-Weltmeisterschaft
- 2014: 1. Gesamtrang in der WRC2 (Rally2) der Rallye-Weltmeisterschaft
- 2008: Weltmeister FIA Marathonrallye Worldcup
- 2006: 1. Gesamtrang in der PWRC der Rallye-Weltmeisterschaft

## Einzelergebnisse

### Ergebnisse WRC
| Saison | 1        | 2        | 3               | 4           | 5               | 6               | 7            | 8            | 9           | 10                     | 11          | 12                     | 13                     | 14         | 15                     | 16                     |
| ------ | -------- | -------- | --------------- | ----------- | --------------- | --------------- | ------------ | ------------ | ----------- | ---------------------- | ----------- | ---------------------- | ---------------------- | ---------- | ---------------------- | ---------------------- |
| 2004   | Monaco   | Schweden | Mexiko          | Neuseeland  | Zypern Republik | Griechenland    | Turkei       | Argentinien  | Finnland    | Deutschland            | Japan       | Vereinigtes Konigreich | Italien                | Frankreich | Spanien                | Australien             |
| 2004   | DNS      | 32       | DNF             | 20          | DNS             | DNS             | DNS          | 14           | DNS         | DNS                    | DNS         | DNS                    | DNS                    | 22         | DNS                    | 13                     |
| 2005   | Monaco   | Schweden | Mexiko          | Neuseeland  | Italien         | Zypern Republik | Turkei       | Griechenland | Argentinien | Finnland               | Deutschland | Vereinigtes Konigreich | Japan                  | Frankreich | Spanien                | Australien             |
| 2005   | DNS      | DNS      | DNS             | 16          | DNS             | 18              | 16           | DNS          | 17          | DNS                    | DNS         | 21                     | DNS                    | DNS        | DNS                    | 13                     |
| 2006   | Monaco   | Schweden | Mexiko          | Spanien     | Frankreich      | Argentinien     | Italien      | Griechenland | Deutschland | Finnland               | Japan       | Zypern Republik        | Turkei                 | Australien | Neuseeland             | Vereinigtes Konigreich |
| 2006   | 30       | DNS      | 10              | DNS         | DNS             | 15              | DNS          | 17           | DNS         | DNS                    | DNS         | 19                     | DNS                    | DNS        | 26                     | DNS                    |
| 2007   | Monaco   | Schweden | Norwegen        | Mexiko      | Portugal        | Argentinien     | Italien      | Griechenland | Finnland    | Deutschland            | Neuseeland  | Spanien                | Frankreich             | Japan      | Irland                 | Vereinigtes Konigreich |
| 2007   | DNS      | 27       | DNS             | DNF         | DNS             | DNF             | DNS          | 19           | DNS         | DNS                    | DNS         | DNS                    | DNS                    | DNS        | 17                     | DNS                    |
| 2008   | Monaco   | Schweden | Mexiko          | Argentinien | Jordanien       | Italien         | Griechenland | Turkei       | Finnland    | Deutschland            | Neuseeland  | Spanien                | Frankreich             | Japan      | Vereinigtes Konigreich |                        |
| 2008   | DNS      | 40       | DNS             | DNF         | DNS             | DNS             | DNF          | 23           | DNS         | DNS                    | DNS         | DNS                    | DNS                    | DNS        | DNF                    |                        |
| 2009   | Irland   | Norwegen | Zypern Republik | Portugal    | Argentinien     | Italien         | Griechenland | Polen        | Finnland    | Australien             | Spanien     | Vereinigtes Konigreich |                        |            |                        |                        |
| 2009   | DNS      | DNS      | 11              | 16          | 8               | 9               | DSQ          | DNS          | DNS         | DNS                    | DNS         | DNF                    |                        |            |                        |                        |
| 2010   | Schweden | Mexiko   | Jordanien       | Turkei      | Neuseeland      | Portugal        | Bulgarien    | Finnland     | Deutschland | Japan                  | Frankreich  | Spanien                | Vereinigtes Konigreich |            |                        |                        |
| 2010   | DNS      | DNF      | 18              | DNS         | 13              | 25              | DNS          | 29           | DNS         | DNS                    | DNS         | DNS                    | DNS                    |            |                        |                        |
| 2011   | Schweden | Mexiko   | Portugal        | Jordanien   | Italien         | Argentinien     | Griechenland | Finnland     | Deutschland | Australien             | Frankreich  | Spanien                | Vereinigtes Konigreich |            |                        |                        |
| 2011   | DNS      | EX       | DNS             | DNF         | 11              | DNS             | 16           | DNS          | 16          | DNS                    | DNF         | 11                     | DNS                    |            |                        |                        |
| 2012   | Monaco   | Schweden | Mexiko          | Portugal    | Argentinien     | Griechenland    | Neuseeland   | Finnland     | Deutschland | Vereinigtes Konigreich | Frankreich  | Italien                | Spanien                |            |                        |                        |
| 2012   | DNS      | 21       | 6               | 4           | 9               | DNF             | DNS          | DNS          | 8           | 10                     | DNF         | DNS                    | DNS                    |            |                        |                        |
| 2013   | Monaco   | Schweden | Mexiko          | Portugal    | Argentinien     | Griechenland    | Italien      | Finnland     | Deutschland | Australien             | Frankreich  | Spanien                | Vereinigtes Konigreich |            |                        |                        |
| 2013   |          |          | 5               | 5           |                 | 5               |              |              | 13          |                        |             | DNF                    |                        |            |                        |                        |

### Ergebnisse WRC2
| Saison | 1      | 2        | 3      | 4           | 5           | 6       | 7     | 8        | 9           | 10         | 11         | 12      | 13                     |
| ------ | ------ | -------- | ------ | ----------- | ----------- | ------- | ----- | -------- | ----------- | ---------- | ---------- | ------- | ---------------------- |
| 2014   | Monaco | Schweden | Mexiko | Portugal    | Argentinien | Italien | Polen | Finnland | Deutschland | Australien | Frankreich | Spanien | Vereinigtes Konigreich |
| 2014   |        |          |        | 1           | 1           | DNF     |       |          | 5           | 1          |            | 1       | 6                      |
| 2015   | Monaco | Schweden | Mexiko | Argentinien | Portugal    | Italien | Polen | Finnland | Deutschland | Australien | Frankreich | Spanien | Vereinigtes Konigreich |
| 2015   |        |          | 1      |             | 1           | 5       | DNF   |          | 4           | 1          |            | 3       |                        |

### Ergebnisse PWRC
| Saison | 1        | 2               | 3               | 4            | 5           | 6                      | 7          | 8                      |
| ------ | -------- | --------------- | --------------- | ------------ | ----------- | ---------------------- | ---------- | ---------------------- |
| 2004   | Schweden | Mexiko          | Neuseeland      | Argentinien  | Deutschland | Frankreich             | Australien |                        |
| 2004   | 7        | DNF             | 7               | 3            | DNS         | 7                      | 5          |                        |
| 2005   | Schweden | Neuseeland      | Zypern Republik | Turkei       | Argentinien | Vereinigtes Konigreich | Japan      | Australien             |
| 2005   | DNS      | 4               | 5               | 3            | 1           | DNS                    | 3          | 5                      |
| 2006   | Monaco   | Mexiko          | Argentinien     | Griechenland | Japan       | Zypern Republik        | Australien | Neuseeland             |
| 2006   | 3        | 2               | 1               | 1            | DNS         | 5                      | DNS        | 7                      |
| 2007   | Schweden | Mexiko          | Argentinien     | Griechenland | Neuseeland  | Japan                  | Irland     | Vereinigtes Konigreich |
| 2007   | 7        | DNF             | DNF             | 5            | DNS         | DNS                    | 3          | DNS                    |
| 2008   | Schweden | Argentinien     | Griechenland    | Turkei       | Finnland    | Neuseeland             | Japan      | Vereinigtes Konigreich |
| 2008   | 17       | DNF             | DNF             | 10           | DNS         | DNS                    | DNS        | DNF                    |
| 2009   | Norwegen | Zypern Republik | Portugal        | Argentinien  | Italien     | Griechenland           | Australien | Vereinigtes Konigreich |
| 2009   | DNS      | 3               | 4               | 1            | 1           | DNS                    | DNS        | DNF                    |

### Ergebnisse SWRC
| Saison | 1        | 2         | 3         | 4            | 5        | 6           | 7           | 8       | 9          | 10                     |
| ------ | -------- | --------- | --------- | ------------ | -------- | ----------- | ----------- | ------- | ---------- | ---------------------- |
| 2010   | Schweden | Mexiko    | Jordanien | Neuseeland   | Portugal | Finnland    | Deutschland | Japan   | Frankreich | Vereinigtes Konigreich |
| 2010   | DNS      | DNF       | 4         | 5            | 7        | 7           | DNS         | DNS     | DNS        | DNS                    |
| 2011   | Mexiko   | Jordanien | Italien   | Griechenland | Finnland | Deutschland | Frankreich  | Spanien |            |                        |
| 2011   | EX       | DNF       | 4         | 6            | DNS      | 2           | DNF         | 2       |            |                        |